# 34220 Pelagiamajoni
34220 Pelagiamajoni è un asteroide della fascia principale. Scoperto nel 2000, presenta un'orbita caratterizzata da un semiasse maggiore pari a 2,3390130 au e da un'eccentricità di 0,1698111, inclinata di 6,42342° rispetto all'eclittica.